# Lachapelle-aux-Pots
Lachapelle-aux-Pots est une commune française située dans le département de l'Oise, en région Hauts-de-France.

## Géographie

### Description

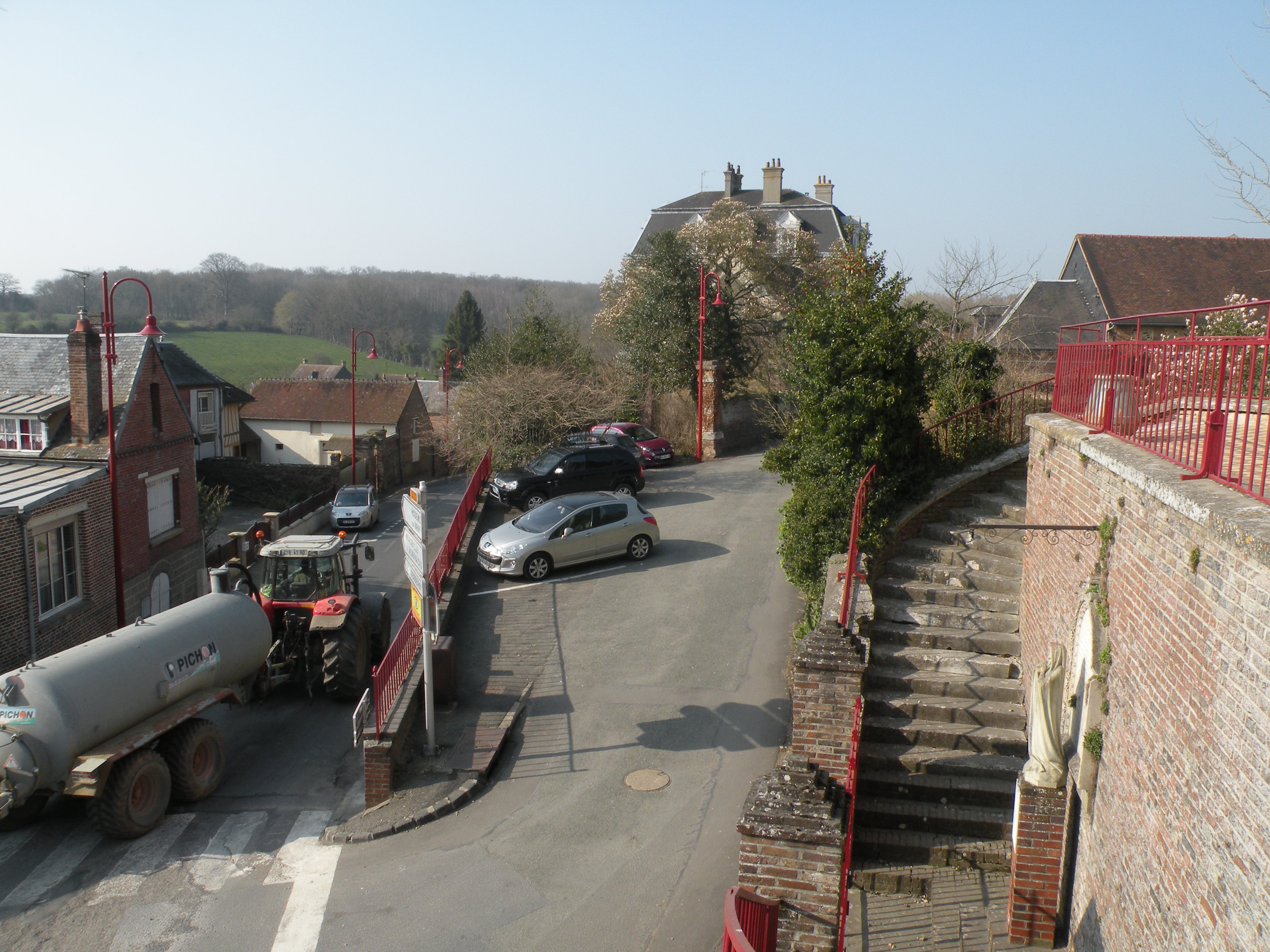
Paysage urbain depuis l'église.

La commune est un village rural qui s'étend sur 9,9 km² et à 110 mètres d'altitude, et est situé  à 15 km de Beauvais, 100 km de Paris, 205 km de Lille, et à 9 km au nord-est de Saint-Germer-de-Fly le bourg le plus proche.
La commune est proche du parc naturel régional du Vexin français.
En 1841, Louis Graves indiquait que  son « territoire, inégal et tourmenté, est composé de terres médiocres, sablonneuses, mêlées .de lits d'argile dont les affleurements rendent le pays impraticable dans les temps humides ; il est borné au sud par la rivière d'Avelon ; un tiers de la superficie est encore couvert de bois.
Le chef lieu à-peu près central , sur le flanc d'un vallon comprend une douzaine de rues tortueuses , étroites, mal alignées et mal nivelées :  on y voit beaucoup de constructions en briques. Ce village compte une centaine de feux ».

### Communes limitrophes
Les communes limitrophes sont  Blacourt, Hodenc-en-Bray, Ons-en-Bray, Saint-Aubin-en-Bray, Saint-Germain-la-Poterie, Saint-Paul et Savignies.
|                     | Hodenc-en-Bray      | Savignies                |
| Blacourt            | Lachapelle-aux-Pots | Saint-Germain-la-Poterie |
| Saint-Aubin-en-Bray | Ons-en-Bray         | Saint-Paul               |

### Hydrographie

#### Réseau hydrographique
La commune est située dans le bassin Seine-Normandie. Elle est drainée par l'Avelon, le ru d'Evaux, le fossé 01 de la commune de Lachapelle-aux-Pots, le fossé 02 de la commune de la Chapelle-aux-Pots, le fossé du Pont aux Claies, le ru des Martaudes, le ruisseau du Bois des Vallees et le ruisseau Saint-Francois,,.
L'Avelon, d'une longueur de 23 km, prend sa source dans la commune de Senantes et se jette  dans Rivière de Saint-Just à Beauvais, après avoir traversé onze communes.

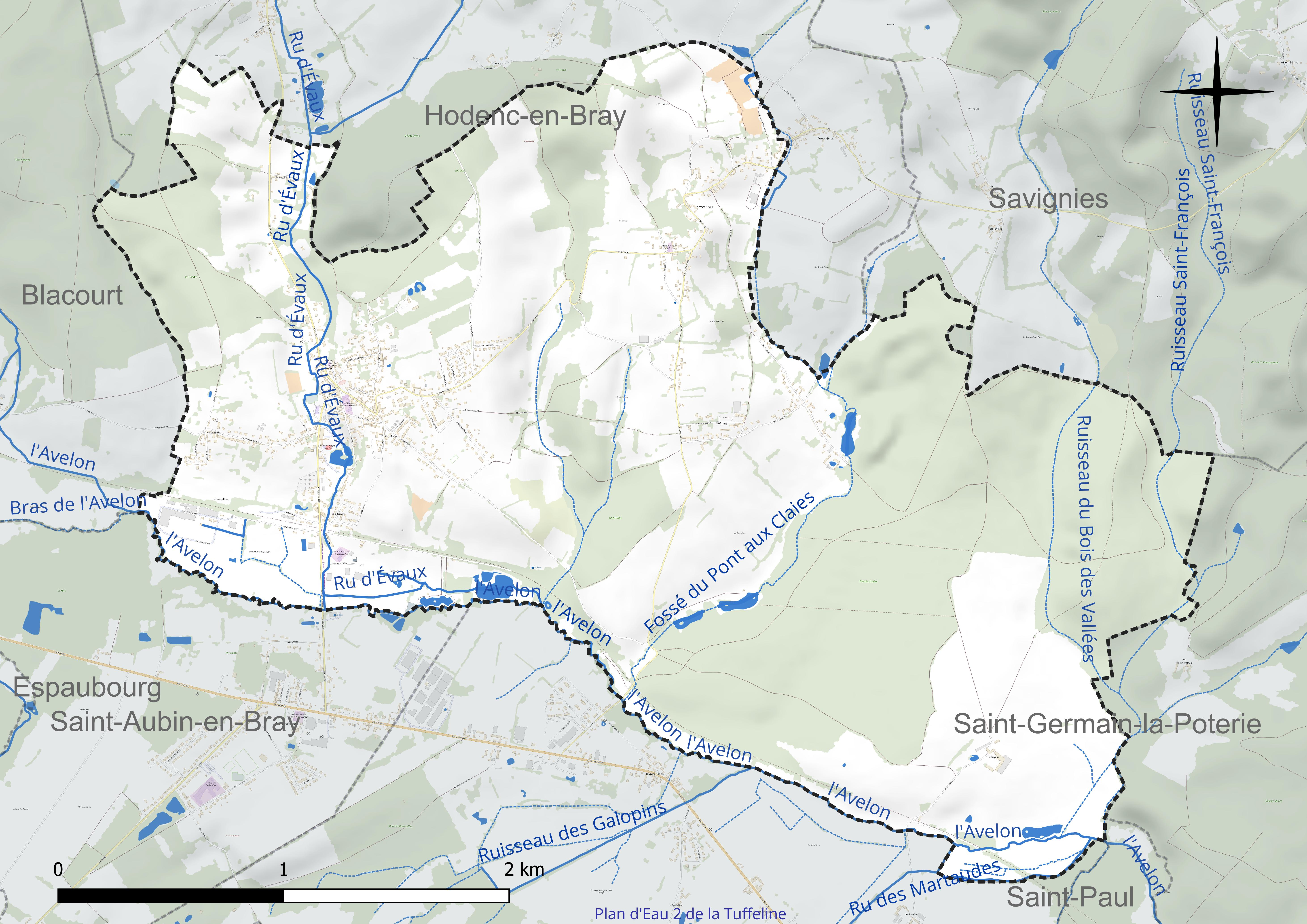
Réseau hydrographique de Lachapelle-aux-Pots.

#### Gestion et qualité des eaux
Le territoire communal est couvert par le schéma d'aménagement et de gestion des eaux (SAGE) « Sensée ». Ce document de planification concerne un territoire de 1 219 km2 de superficie, délimité par le bassin versant du Thérain. Le périmètre a été arrêté le 27 janvier 2023 et le SAGE proprement dit est, en 2024, en cours d'élaboration. La structure porteuse de l'élaboration et de la mise en œuvre est le syndicat intercommunal de la Vallée du Thérain (SIVT).
La qualité des cours d'eau peut être consultée sur un site dédié géré par les agences de l'eau et l'Agence française pour la biodiversité.

### Climat
Pour des articles plus généraux, voir Climat des Hauts-de-France et Climat de l'Oise.
En 2010, le climat de la commune est de type climat océanique dégradé des plaines du Centre et du Nord, selon une étude du CNRS s'appuyant sur une série de données couvrant la période 1971-2000. En 2020, Météo-France publie une typologie des climats de la France métropolitaine dans laquelle la commune est exposée à un climat océanique et est dans une zone de transition entre les régions climatiques « Sud-ouest du bassin Parisien » et « Nord-est du bassin Parisien ».
Pour la période 1971-2000, la température annuelle moyenne est de 10,3 °C, avec une amplitude thermique annuelle de 14,1 °C. Le cumul annuel moyen de précipitations est de 758 mm, avec 11,7 jours de précipitations en janvier et 8,1 jours en juillet. Pour la période 1991-2020, la température moyenne annuelle observée sur la station météorologique la plus proche, située sur la commune de Tillé à 15 km à vol d'oiseau, est de 11,0 °C et le cumul annuel moyen de précipitations est de 655,5 mm,. Pour l'avenir, les paramètres climatiques de la commune estimés pour 2050 selon différents scénarios d'émission de gaz à effet de serre sont consultables sur un site dédié publié par Météo-France en novembre 2022.

## Urbanisme

### Typologie
Au 1er janvier 2024, Lachapelle-aux-Pots est catégorisée bourg rural, selon la nouvelle grille communale de densité à sept niveaux définie par l'Insee en 2022.
Elle appartient à l'unité urbaine de Lachapelle-aux-Pots, une agglomération intra-départementale regroupant trois communes, dont elle est ville-centre,,. Par ailleurs la commune fait partie de l'aire d'attraction de Beauvais, dont elle est une commune de la couronne,. Cette aire, qui regroupe 162 communes, est catégorisée dans les aires de 50 000 à moins de 200 000 habitants,.

### Lieux-dits, hameaux et écarts
La commune compte plusieurs hameaux : La Crapaudière, en continuité du bourg, Armentières et Héricourt, ainsi que l'écart de Lhuyère.

### Occupation des sols

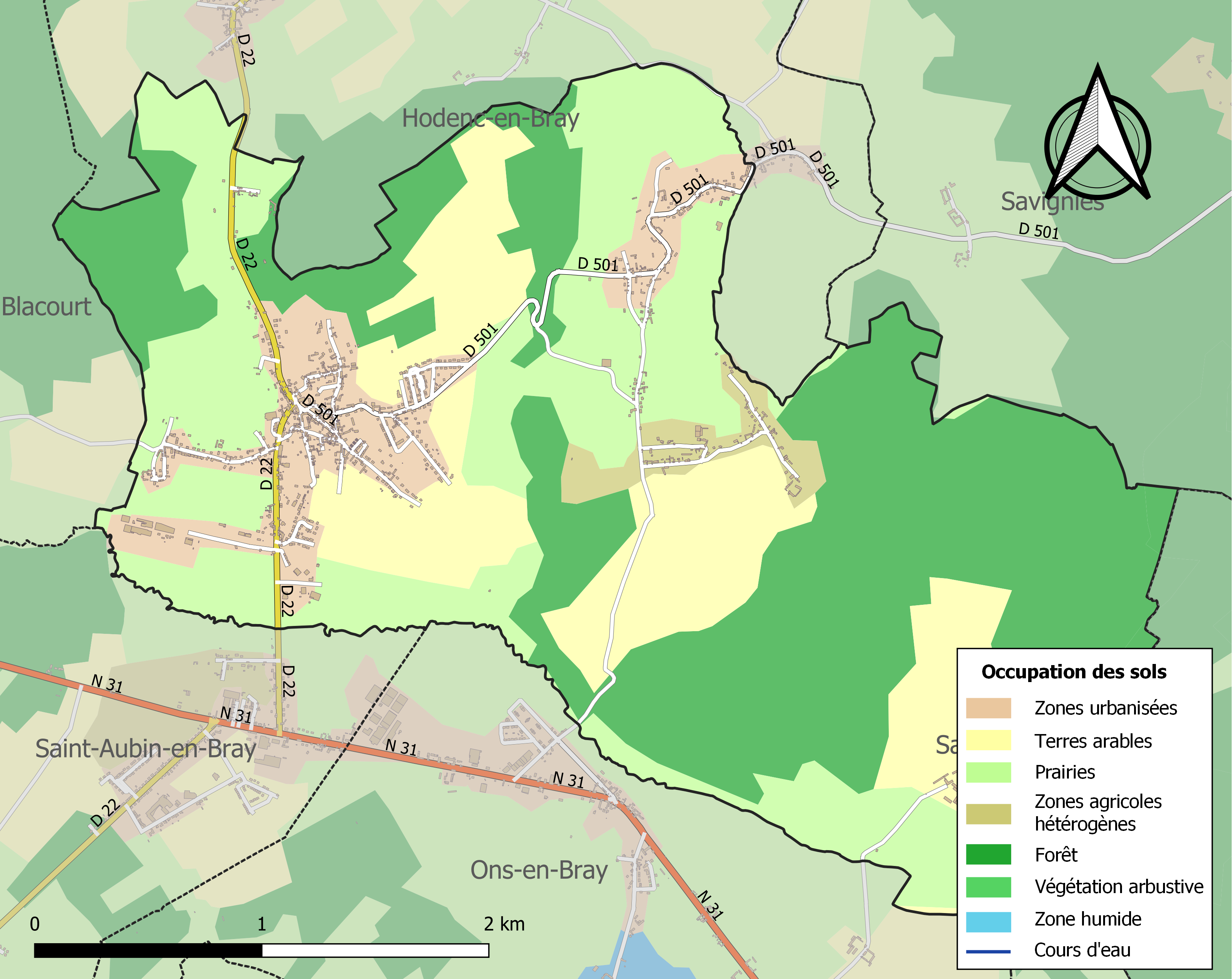
Carte des infrastructures et de l'occupation des sols de la commune en 2018 (CLC).

L'occupation des sols de la commune, telle qu'elle ressort de la base de données européenne d'occupation biophysique des sols Corine Land Cover (CLC), est marquée par l'importance des territoires agricoles (52,3 % en 2018), en diminution par rapport à 1990 (56,3 %). La répartition détaillée en 2018 est la suivante : 
forêts (38,1 %), prairies (29,4 %), terres arables (20,3 %), zones urbanisées (9,7 %), zones agricoles hétérogènes (2,5 %). L'évolution de l'occupation des sols de la commune et de ses infrastructures peut être observée sur les différentes représentations cartographiques du territoire : la carte de Cassini (XVIIIe siècle), la carte d'état-major (1820-1866) et les cartes ou photos aériennes de l'IGN pour la période actuelle (1950 à aujourd'hui).

### Habitat et logement
En 2020, le nombre total de logements dans la commune était de 768, alors qu'il était de 728 en 2015 et de 696 en 2010.
Parmi ces logements, 90,4 % étaient des résidences principales, 2,4 % des résidences secondaires et 7,2 % des logements vacants. Ces logements étaient pour 79,6 % d'entre eux des maisons individuelles et pour 19,5 % des appartements.
Le tableau ci-dessous présente la typologie des logements à Lachapelle-aux-Pots en 2020 en comparaison avec celle de l'Oise et de la France entière. Une caractéristique marquante du parc de logements est ainsi une proportion de résidences secondaires et logements occasionnels (2,4 %) égale à celle du département (2,4 %) mais inférieure à celle de la France entière (9,7 %). Concernant le statut d'occupation de ces logements, 64,6 % des habitants de la commune sont propriétaires de leur logement (65,9 % en 2015), contre 61,4 % pour l'Oise et 57,5 pour la France entière.
| Typologie                                               | Lachapelle-aux-Pots | Oise | France entière |
| ------------------------------------------------------- | ------------------- | ---- | -------------- |
| Résidences principales (en %)                           | 90,4                | 90,5 | 82,1           |
| Résidences secondaires et logements occasionnels (en %) | 2,4                 | 2,4  | 9,7            |
| Logements vacants (en %)                                | 7,2                 | 7,1  | 8,2            |

### Voies de communication et transports

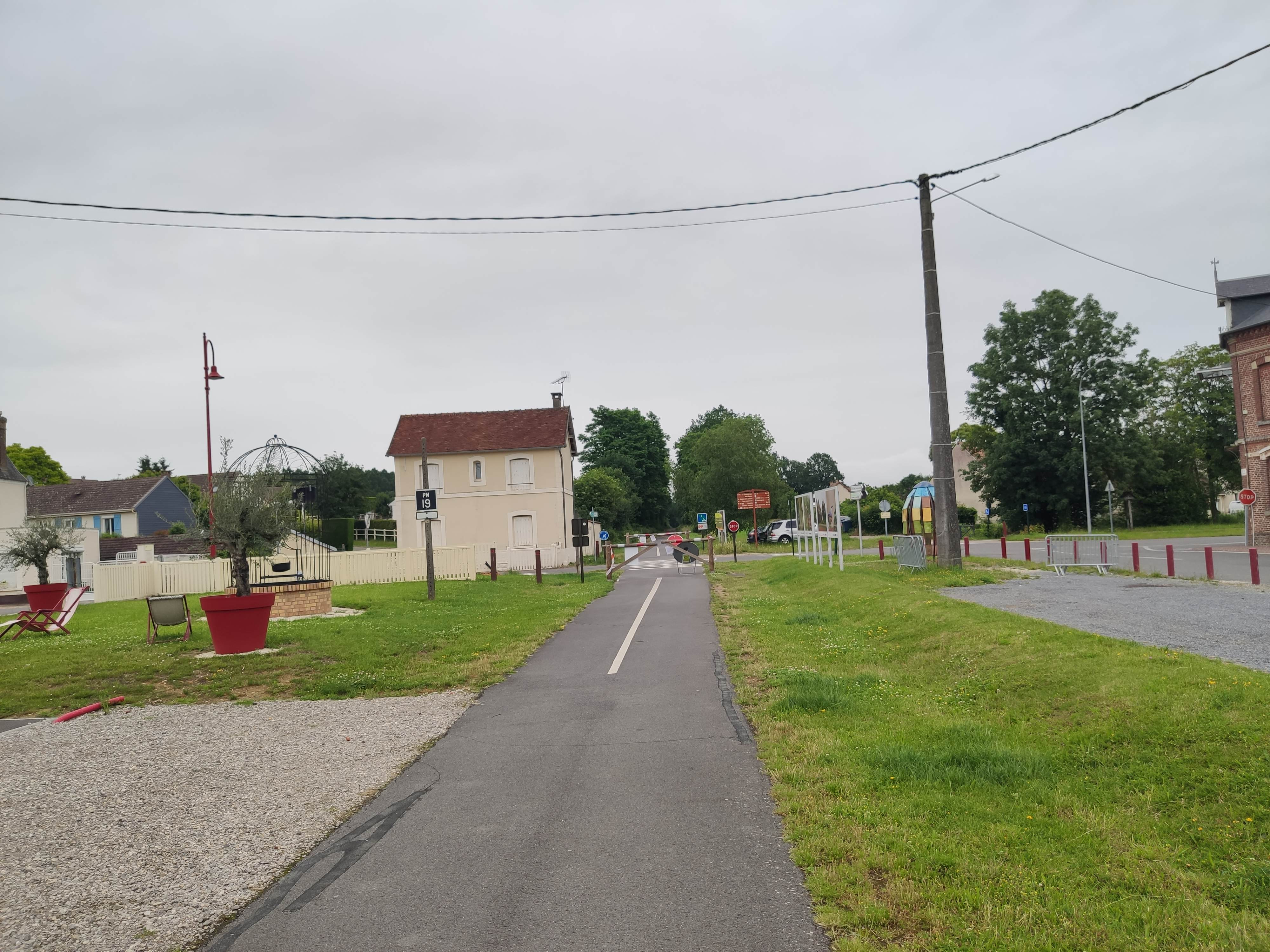
L'avenue verte London-Paris.

La commune est aisément accessible depuis la route nationale 31.
Elle  est desservie, en 2023, par les lignes 610, 611, 6102, 6107, 6147 et 6148 du réseau interurbain de l'Oise.
L'emprise de l'ancienne ligne de Goincourt à Gournay - Ferrières  a été transformée avenue verte London-Paris, une importante piste cyclable internationale.
Le sentier de grande randonnée GR 125 traverse le bourg et Héricourt.

### Risques naturels et technologiques
La commune a été concernée par les événements suivants, reconnus catastrophes naturelles :
- Inondations et coulées de boue du 17 janvier au 5 février 1995
- Inondations, coulées de boue et mouvements de terrain du 25 au 29 décembre 1999
- Inondations et coulées de boue du 6 au 8 juin 2016

## Toponymie
Le nom de la localité est attesté sous les formes Capella in brayo (vers 1240) ; la Chapelle aux potz (1549) ; la Chapelle en Bray (vers 1550) ; la Chapelle aux pots (1667) ; la chapelle aux pots en Bray (XVIIe) ; La Chapelle aux Pots (1793) ; La Chapelle-aux-Pots (1801) ; Lachapelle-aux-Pots (1960).
Son nom vient de la fondation d'une chapelle par les chartreux de Bourbon-lèz-Gaillon à qui appartenait la seigneurie en 1415[Quoi ?] et de l'installation d'une famille de potiers exploitant l'argile.
Le déterminant -aux-Pots illustre une spécialité de poterie.
Ses habitants sont appelés les Capellois et les Capelloises.

## Histoire

### Antiquité
Louis Graves indique au début du XIXe siècle qu'on « a trouvé des laiteries romaines d'une grande finesse en fouillant pour asseoir les tondations de nouveaux bâtiments; on rencontre des tuiles amoncelées de la même époque dans les. terrains communaux, ainsi qu'à l'ouest du hameau de La  Crapaudière. 
Ces vestiges indiquent l'antique existence, sinon du village, au moins d'établissements industriels ».

### Moyen Âge

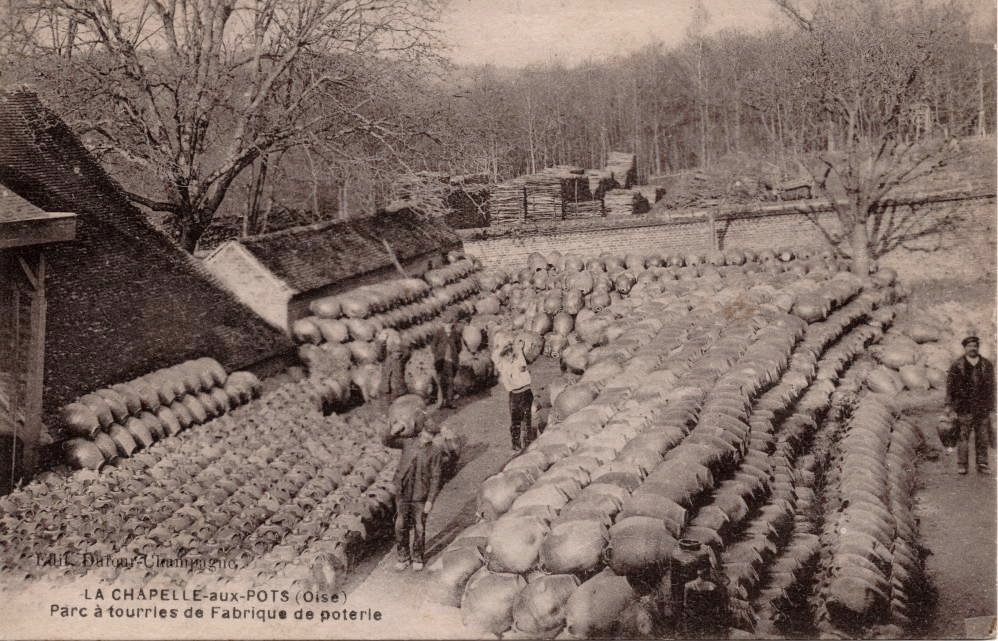
Un atelier de poterie au début du XXe siècle.

Un village d'artisans s'installe au milieu du Moyen Âge sur les lieux d'extraction et de cuisson de poteries de grès qui sont produites en très grand nombre. C'est à l'origine une simple dépendance de Savignies.
Une chapelle est établie en 1415, desservie par un vicaire dépendant du curé de Savignies.

### Temps modernes
Les chartreux de Bourbon-les-Gaillon, seigneurs du lieu, y ont fondé sous le titre de Sainte-Catherine un prieuré, qui est réuni vers 1647 à l'abbaye Sainte-Catherine-du-Mont de Rouen.
Les abbayes de Saint-Germer et de Saint-Paul percevaient les grosses dîmes.

### Époque contemporaine

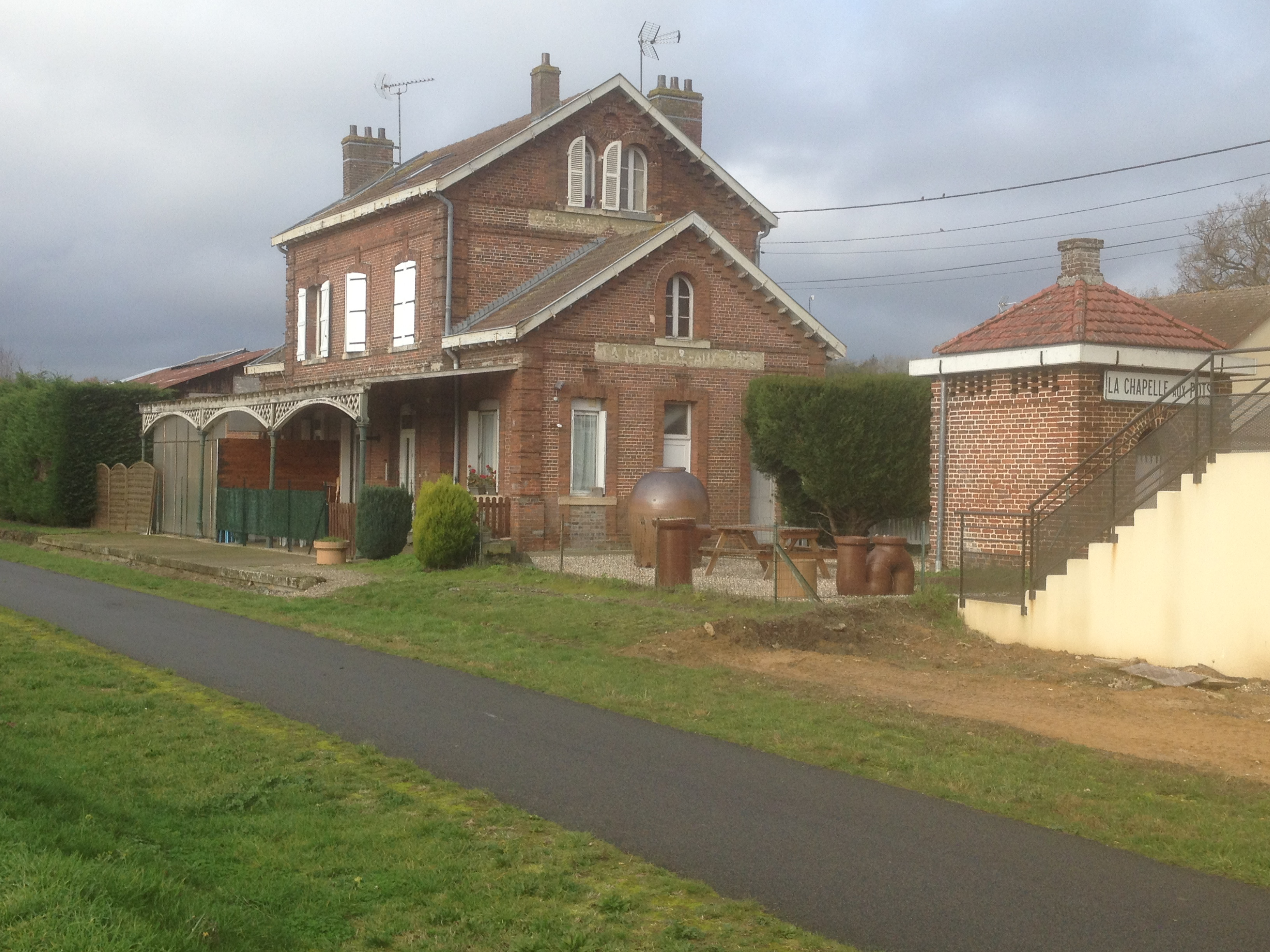
Ancienne gare de Lachapelle-aux-Pots

En 1841, la commune était propriétaire d'une école, du presbytère et d'une douzaine d'hectares de terres pâturées d'où l'on extrayait des argiles et des grès. A cette époque, on y comptait deux moulins à eau et quinze fours à poterie.
La ligne de chemin de fer de Beauvais à Gournay - Ferrières dessert la commune à partir de 1870. La desserte voyageurs cesse en 1939. La ligne a été totalement fermée à tout trafic en 2010 entre Saint-Paul et Ferrières. Elle a été reconvertie en avenue verte, qui relie Paris et Londres.
En 1894, Julien Bessard-Duparc, déjà propriétaire d'une fromagerie à Bernières-d'Ailly, profitant de la qualité des herbages du secteur et de la desserte ferroviaire rendant Paris aisément accessible, crée à Lachapelle une fromagerie sous la dénomination de « Fromagerie de l'Étoile » et qui produit notamment le « camembert de l'Etoile ». En 1900, elle produits 3 500 camemberts chaque jour. L'entreprise demeure une affaire familiale jusqu'en 1955, année où elle est reprise par la société « ELLSA » implantée à Dieue-sur-Meuse. La fromagerie ferme en 1978,,.
Une décharge installée sur le hameau de Lhuyère, capable de recevoir 100 000 tonnes de déchets par an pendant quinze ans, a été envisagée au début des années 2000 par l'entreprise Brézillon, et a fait l'objet de l'opposition d'une partie des habitants,, avant de faire l'objet d'un refus de l'État en 2005.

## Politique et administration

### Rattachements administratifs et électoraux

#### Rattachements administratifs
La commune se trouve depuis 1926 dans l'arrondissement de Beauvais du département de l'Oise.
Elle faisait partie depuis 1802 du canton du Coudray-Saint-Germer. Dans le cadre du redécoupage cantonal de 2014 en France, cette circonscription administrative territoriale a disparu, et le canton n'est plus qu'une circonscription électorale.

#### Rattachements électoraux
Pour les élections départementales, la commune fait partie depuis 2014 du canton de Beauvais-2
Pour l'élection des députés, elle fait partie de la deuxième circonscription de l'Oise.

### Intercommunalité
La commune est membre de la communauté de communes du pays de Bray, un établissement public de coopération intercommunale (EPCI) à fiscalité propre créé fin 1997 et auquel la commune avait transféré un certain nombre de ses compétences, dans les conditions déterminées par le code général des collectivités territoriales.

### Liste des maires
| Période                                  | Période                        | Identité           | Étiquette | Qualité |
| ---------------------------------------- | ------------------------------ | ------------------ | --------- | --- |
| Les données manquantes sont à compléter. |                                |                    |           | |
|                                          |                                |                    |           | |
| avant 1988                               | 1989                           | Thierry Turcey     | DVG       | |
| mars 1989                                | 2008                           | Jean-Pierre Wambre |           | |
| mars 2008                                | janvier 2018                   | Nadège Lefebvre,   | UMP → LR  | Responsable de ressources humaines Présidente de la CC du pays de Bray (2001 → 2017) Conseillère départementale de Beauvais-2 (2015 → ) Sénatrice de l'Oise (2017 → 2017) Présidente du Conseil départemental de l'Oise (2017 → ) Démissionnaire à la suite de son élection comme sénatrice de l'Oise |
| janvier 2018,                            | En cours (au 12 décembre 2023) | Alain Magnoux      | SE        | Pompier professionnel retraité Réélu pour le mandat 2020-2026, |

## Équipements et services publics

### Enseignement

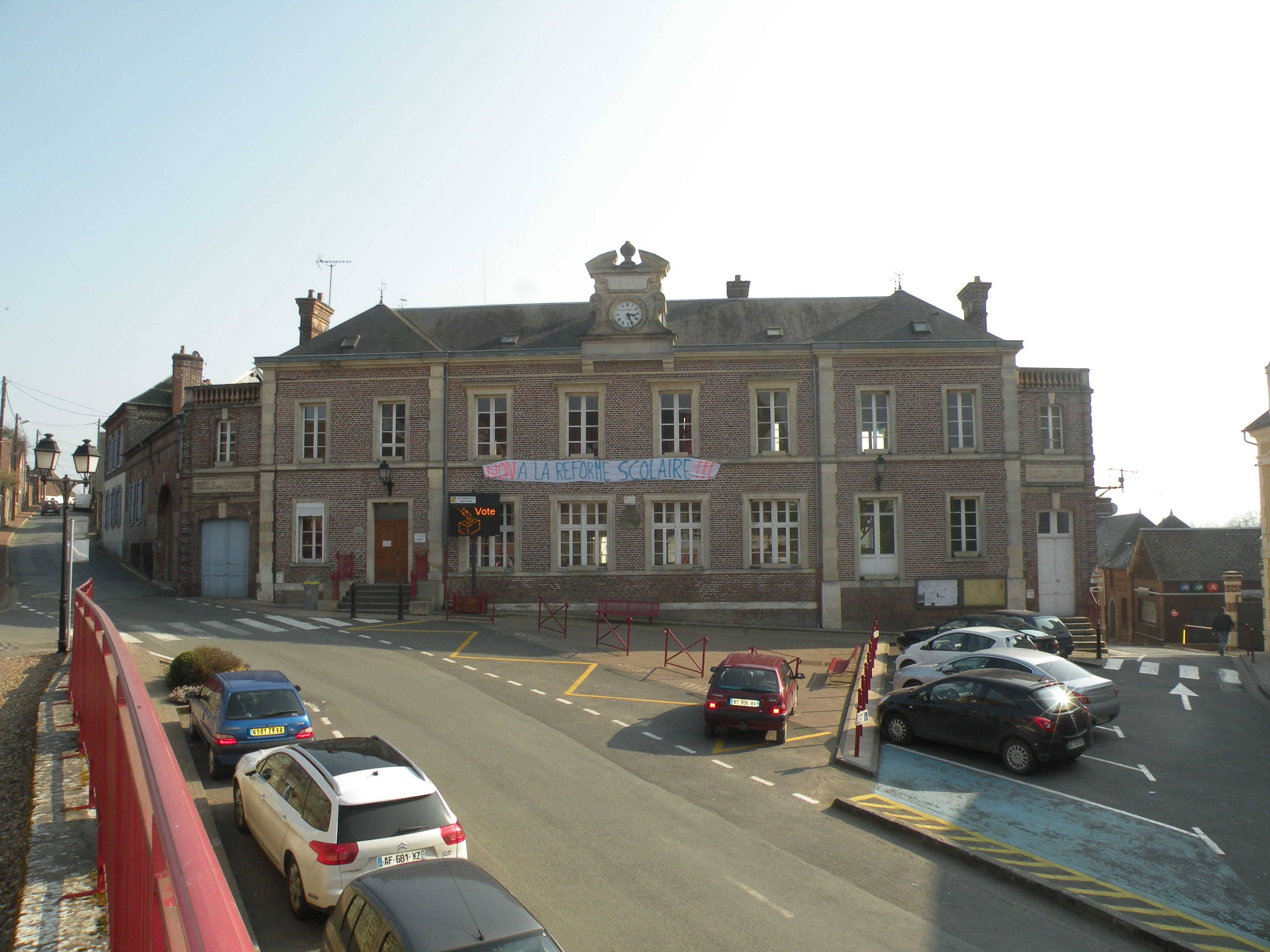
L'école en 2014.

Les enfants de la commune sont scolarisés au sein d'un regroupement pédagogique intercommunal dont l'école située dans le village compte, à la rentrée 2017, huit classes.

### Postes et télécommunications
En 2021, le bureau de poste est labellisé France services.

### Santé et solidarité
La Maison d'Économie Solidaire, association de structures au service du territoire, dont l'une des vocations est l'accompagnement de personnes en recherche d'emploi, est créée en 2001 à l'initiative de Rachid Cherfaoui, suivie d'autres initiatives, telles que la Recyclerie du pays de Bray ou d'un espace numérique dénommé « Connect' en Bray » destiné à réduire la fracture numérique. En 2022, la Maison d'économie Solidaire compte dans son ensemble compte 400 salariés dont 40 permanents.
Une résidence seniors, organisée en béguinage de 15 logements, est installée dans la commune depuis 2019.

### Justice, sécurité, secours et défense
La commune dispose d'un centre de secours des pompiers créé en 1992 et armé, en 2022, de 75 pompiers, dont 5 professionnels et 70 volontaires, ainsi que 13 Jeunes sapeurs pompiers, qui défendent cinq communes,.

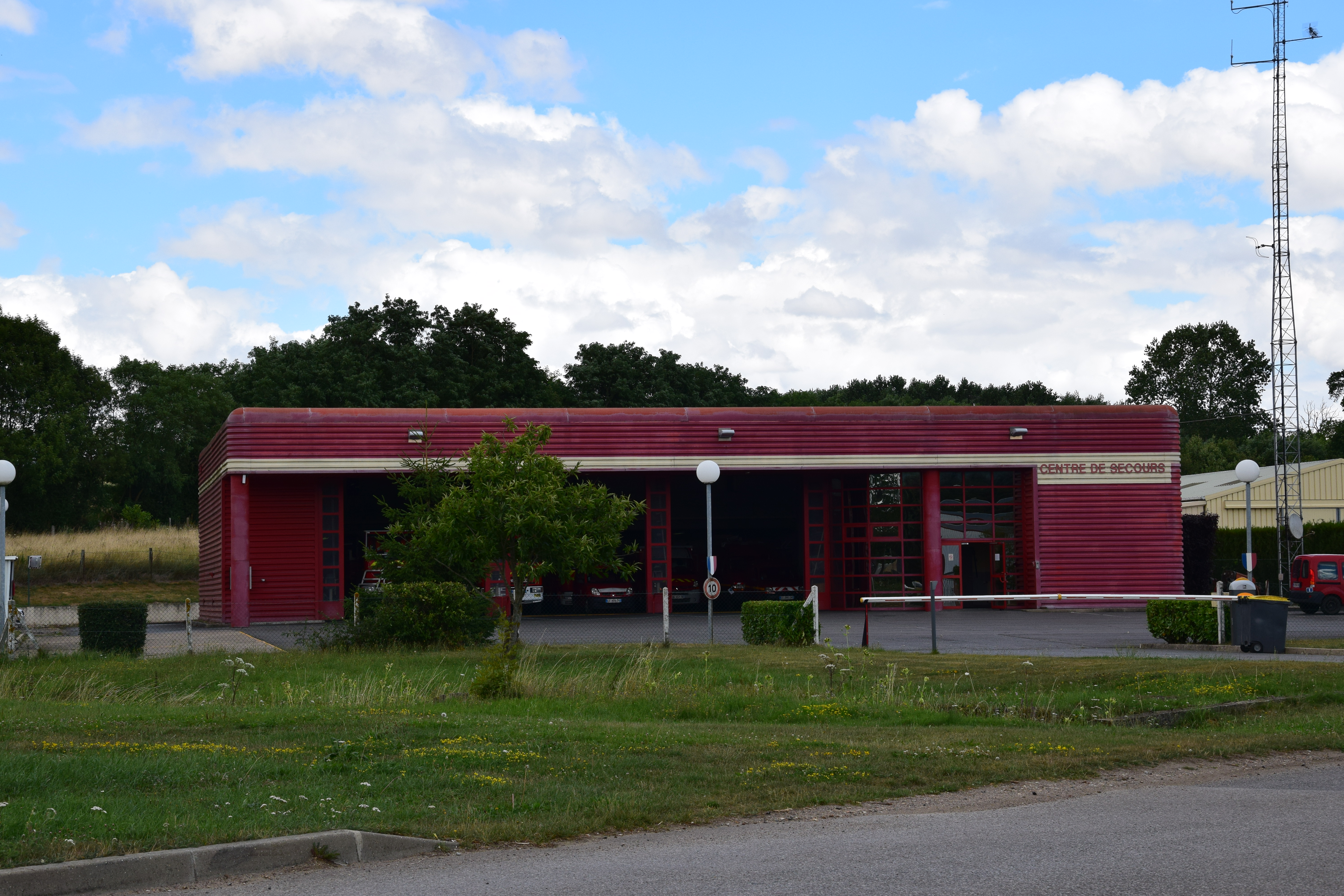
Le centre de secours avant son extension de 2022.

## Population et société

### Démographie

#### Évolution démographique
L'évolution du nombre d'habitants est connue à travers les recensements de la population effectués dans la commune depuis 1793. Pour les communes de moins de 10 000 habitants, une enquête de recensement portant sur toute la population est réalisée tous les cinq ans, les populations de référence des années intermédiaires étant quant à elles estimées par interpolation ou extrapolation. Pour la commune, le premier recensement exhaustif entrant dans le cadre du nouveau dispositif a été réalisé en 2006.

En 2022, la commune comptait 1 534 habitants, en évolution de −5,25 % par rapport à 2016 (Oise : +0,87 %, France hors Mayotte : +2,11 %).
| 1793 | 1800 | 1806 | 1821 | 1831 | 1836 | 1841 | 1846 | 1851 |
| ---- | ---- | ---- | ---- | ---- | ---- | ---- | ---- | ---- |
| 531  | 523  | 644  | 555  | 638  | 677  | 695  | 675  | 683  |

| 1856 | 1861 | 1866 | 1872 | 1876 | 1881 | 1886 | 1891 | 1896 |
| ---- | ---- | ---- | ---- | ---- | ---- | ---- | ---- | ---- |
| 664  | 731  | 748  | 820  | 853  | 983  | 956  | 945  | 956  |

| 1901 | 1906 | 1911 | 1921 | 1926 | 1931 | 1936 | 1946 | 1954 |
| ---- | ---- | ---- | ---- | ---- | ---- | ---- | ---- | ---- |
| 918  | 965  | 901  | 904  | 958  | 931  | 799  | 869  | 840  |

| 1962  | 1968  | 1975  | 1982  | 1990  | 1999  | 2006  | 2011  | 2016  |
| ----- | ----- | ----- | ----- | ----- | ----- | ----- | ----- | ----- |
| 1 059 | 1 061 | 1 173 | 1 190 | 1 429 | 1 540 | 1 641 | 1 595 | 1 619 |

| 2021  | 2022  | - | - | - | - | - | - | - |
| ----- | ----- | - | - | - | - | - | - | - |
| 1 576 | 1 534 | - | - | - | - | - | - | - |

#### Pyramide des âges
La population de la commune est relativement jeune.
En 2018, le taux de personnes d'un âge inférieur à 30 ans s'élève à 37,7 %, soit au-dessus de la moyenne départementale (37,3 %). À l'inverse, le taux de personnes d'âge supérieur à 60 ans est de 22,5 % la même année, alors qu'il est de 22,8 % au niveau départemental.
En 2018, la commune comptait 818 hommes pour 850 femmes, soit un taux de 50,96 % de femmes, légèrement inférieur au taux départemental (51,11 %).
Les pyramides des âges de la commune et du département s'établissent comme suit.
| Hommes | Classe d’âge | Femmes |
| ------ | ------------ | ------ |
| 0,4    | 90 ou +      | 0,4    |
| 6,4    | 75-89 ans    | 6,6    |
| 14,5   | 60-74 ans    | 16,8   |
| 21,0   | 45-59 ans    | 20,8   |
| 18,9   | 30-44 ans    | 18,9   |
| 18,2   | 15-29 ans    | 15,8   |
| 20,6   | 0-14 ans     | 20,8   |

| Hommes | Classe d’âge | Femmes |
| ------ | ------------ | ------ |
| 0,5    | 90 ou +      | 1,4    |
| 5,5    | 75-89 ans    | 7,6    |
| 15,6   | 60-74 ans    | 16,3   |
| 20,8   | 45-59 ans    | 20     |
| 19,4   | 30-44 ans    | 19,4   |
| 17,6   | 15-29 ans    | 16,2   |
| 20,6   | 0-14 ans     | 19,1   |

## Économie
En 2017, la commune compte plusieurs commerces alimentaires et non-alimentaires, un bureau de poste et une banque, ainsi que des artisans, des médecins et professionnels de santé,.

## Culture locale et patrimoine

### Lieux et monuments
- Le musée de la Poterie de Lachapelle-aux-Pots[61].

Collections du musée de la céramique
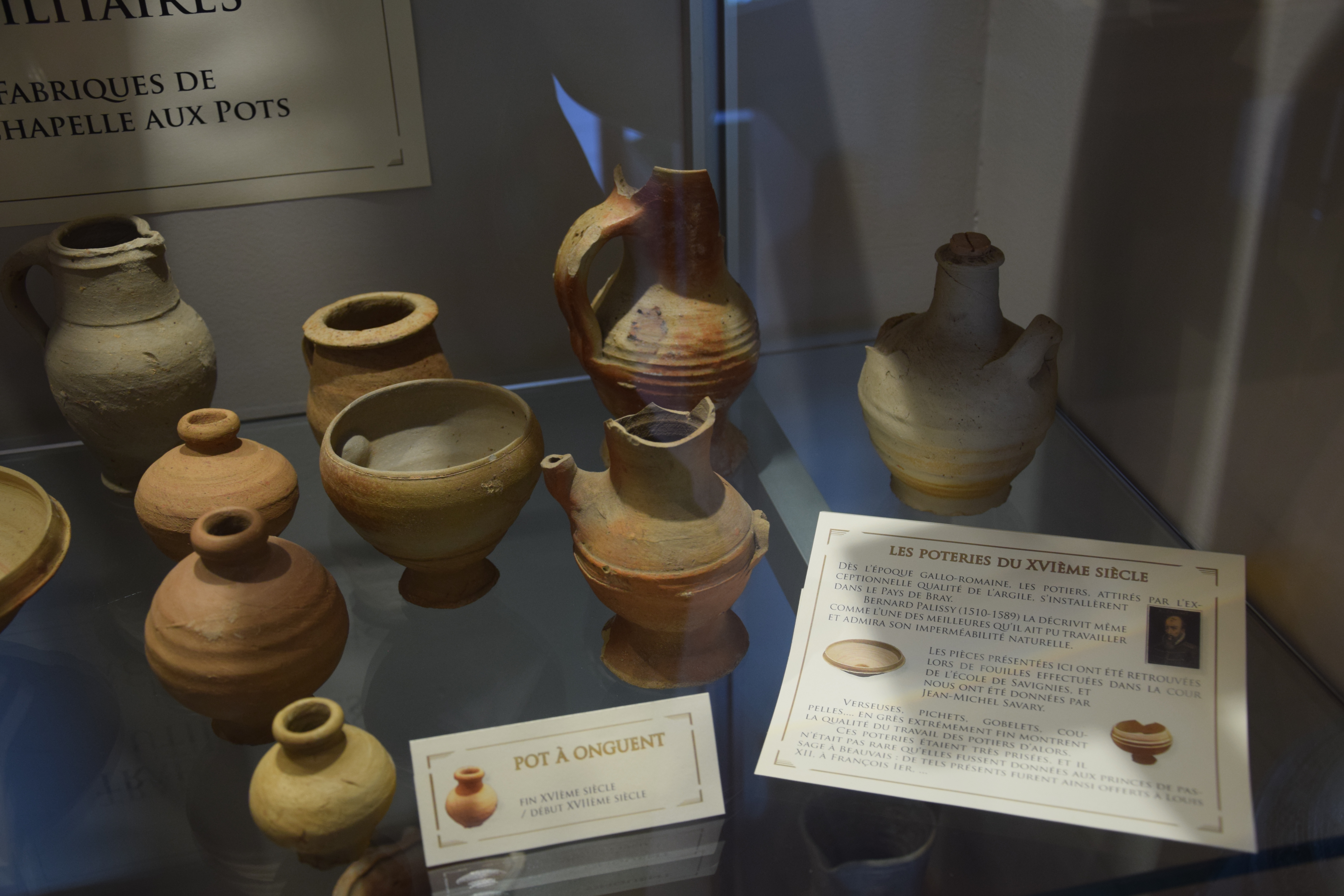
Poteries du XVIe siècle
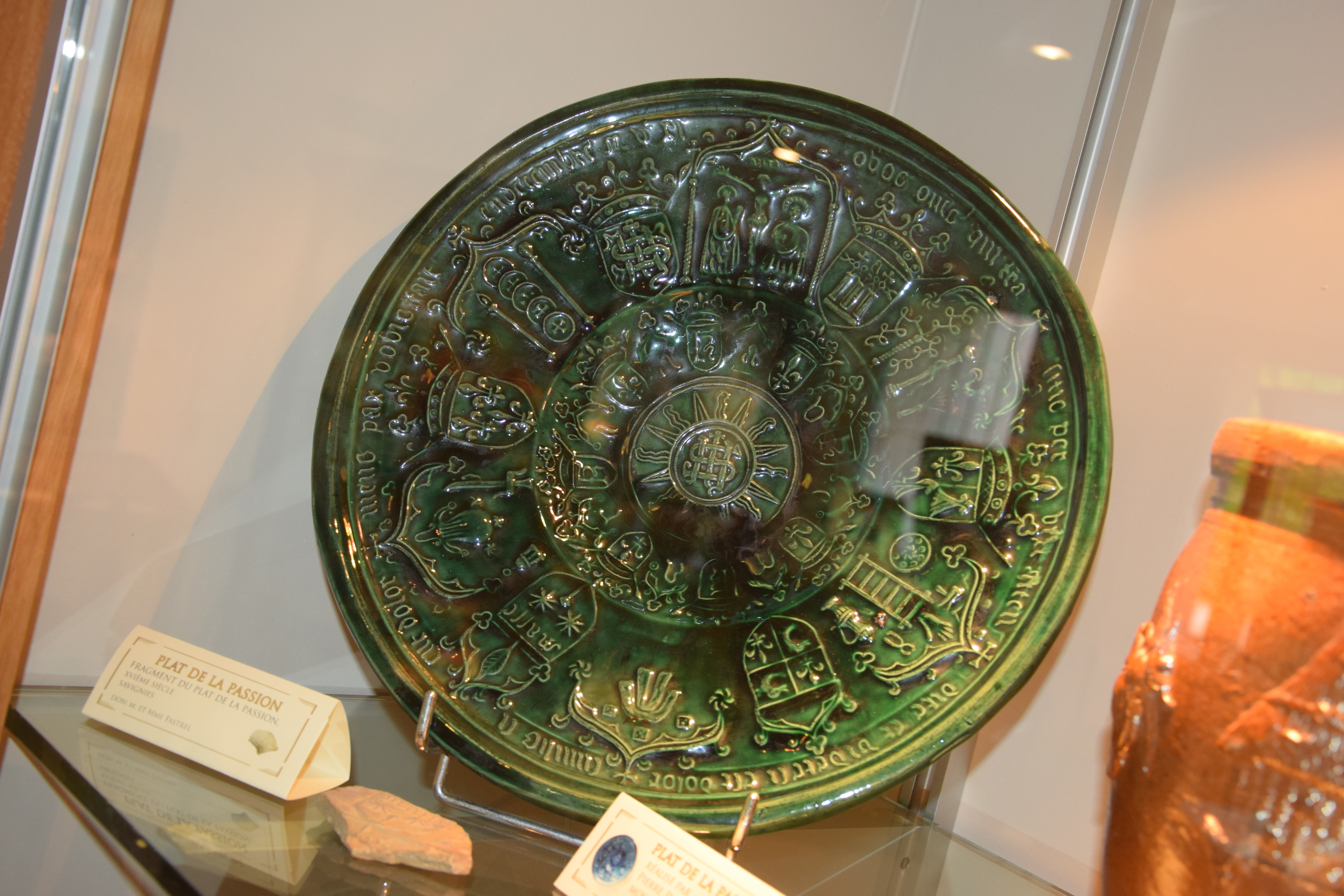
Plat de la Passion
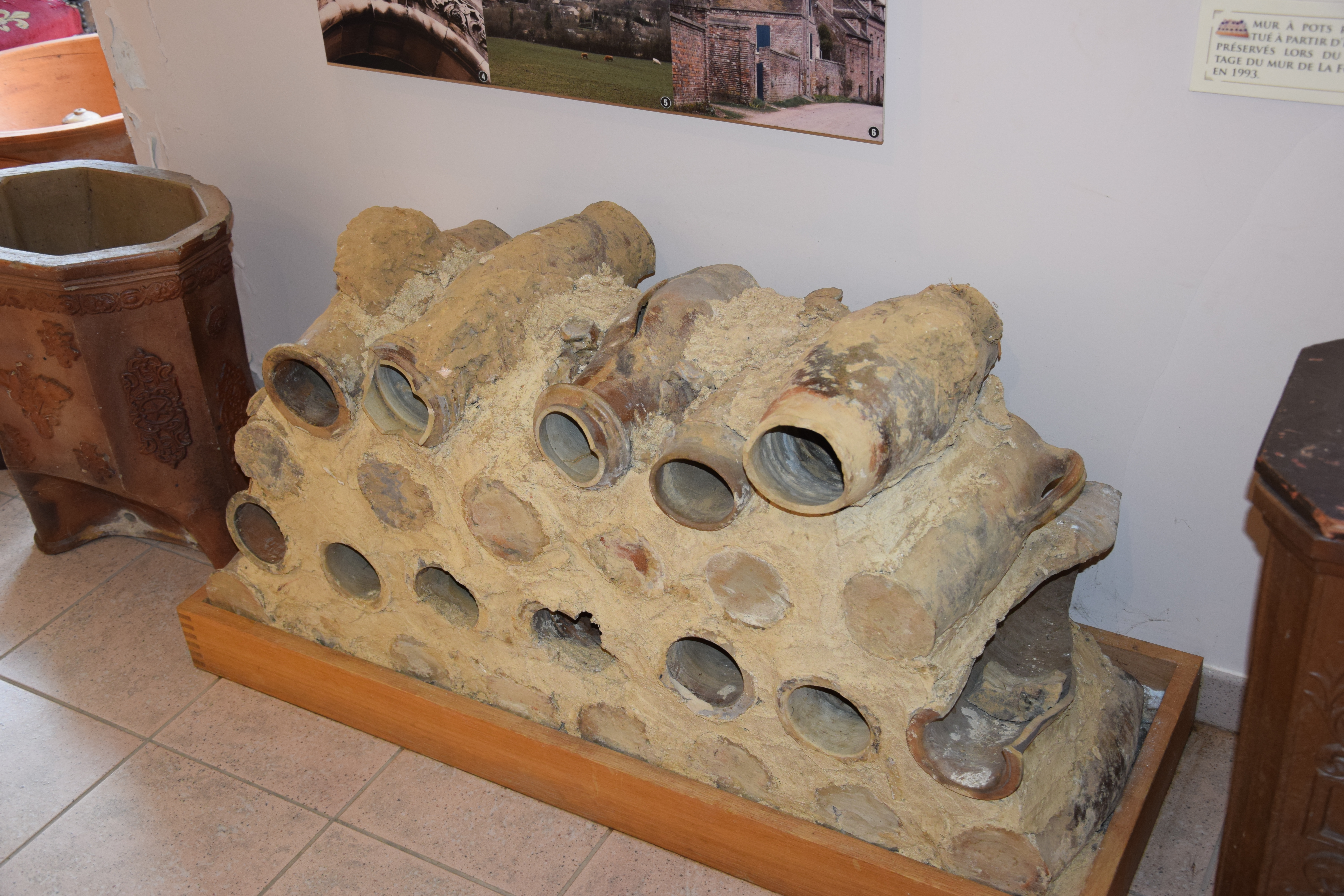
Mur à pots
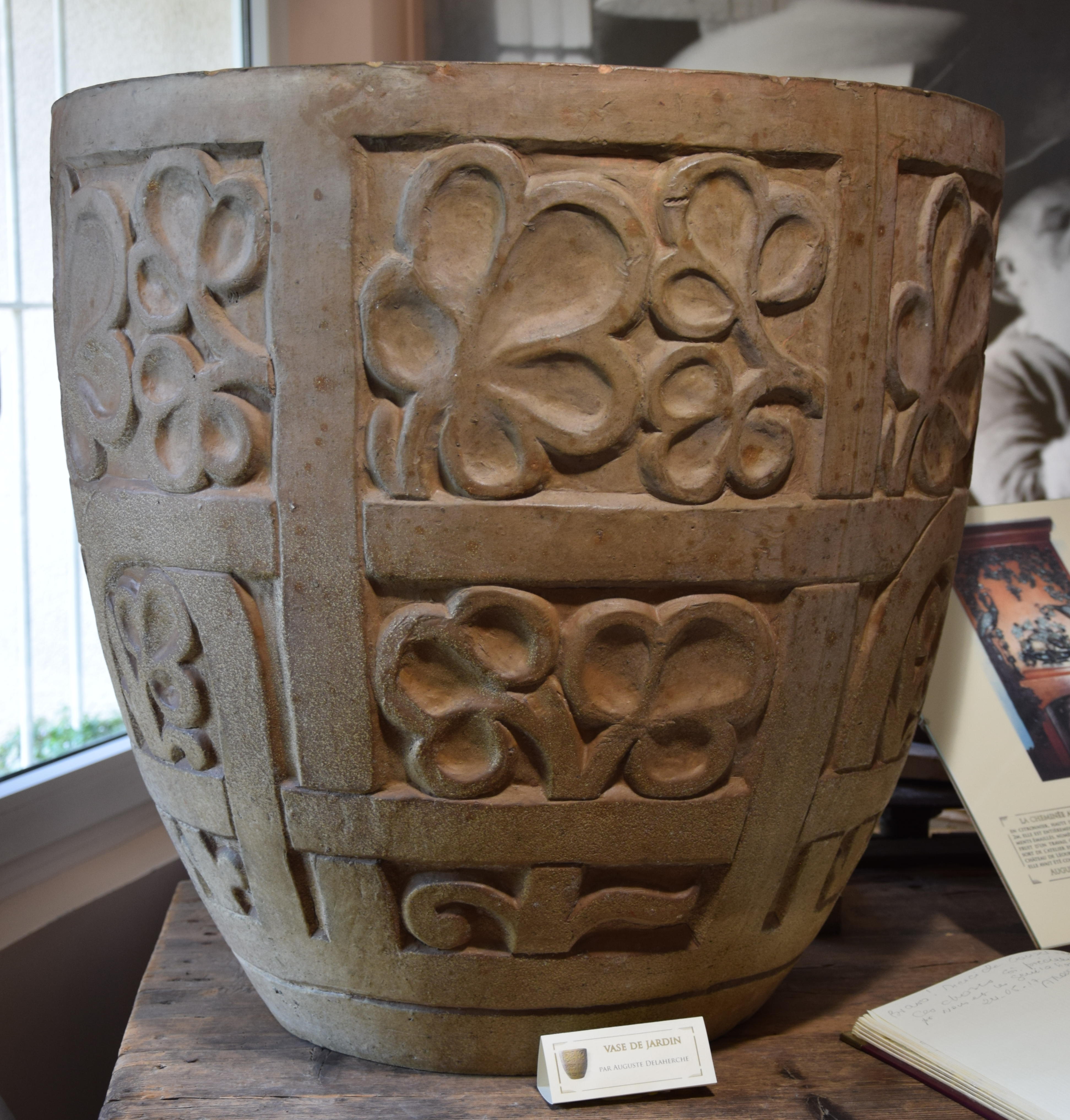
Vase de jardin par Auguste Delaherche
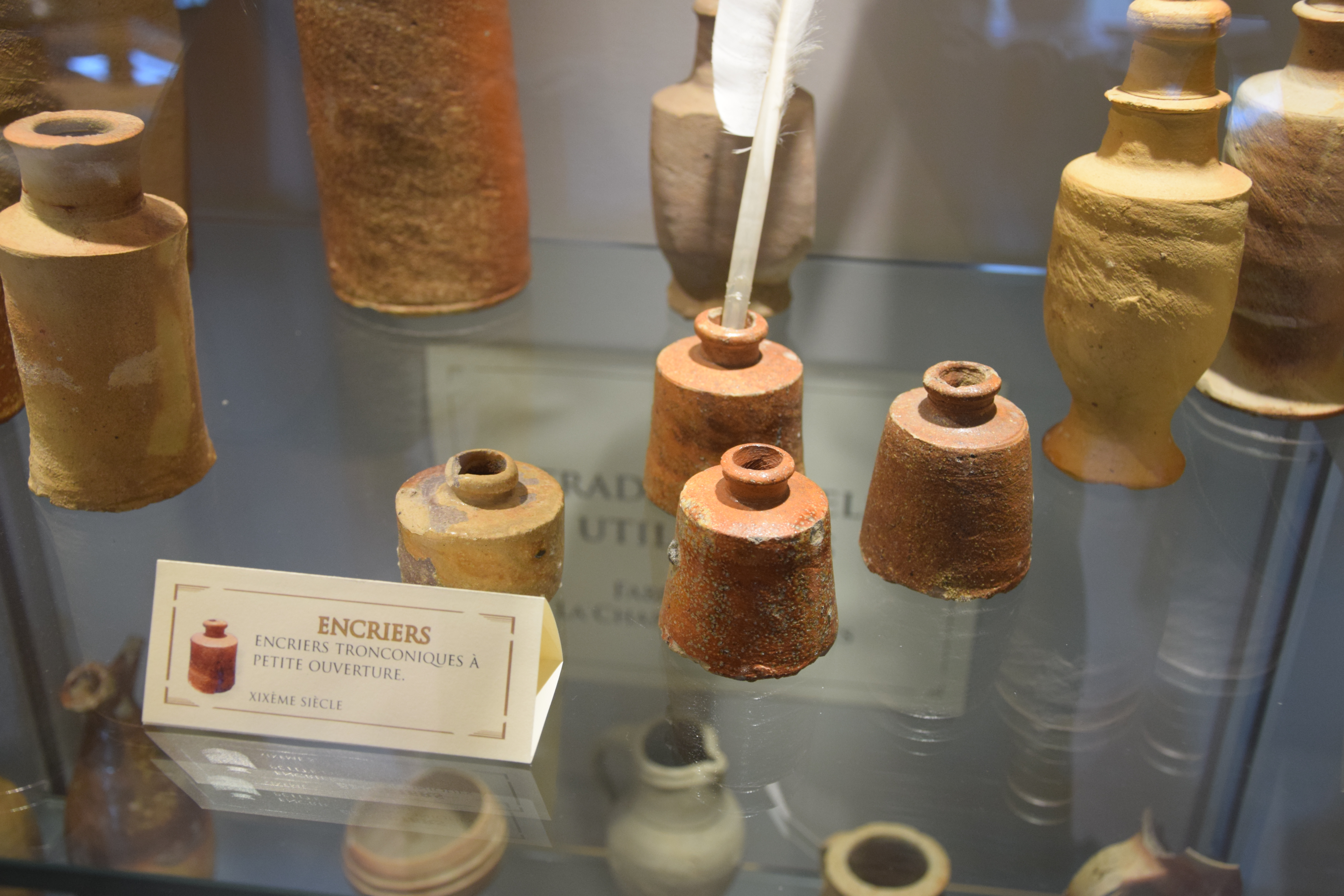
Encriers
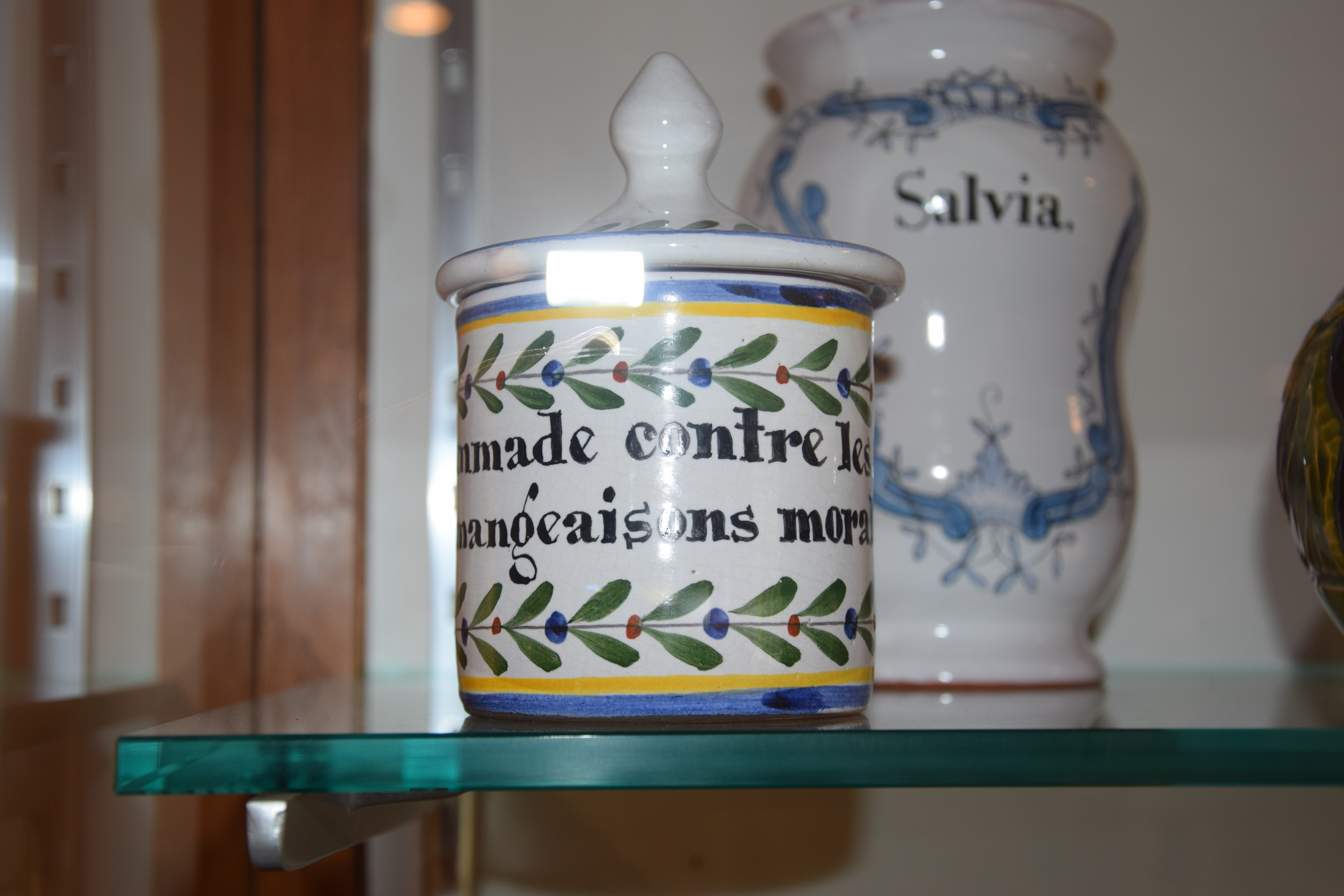
Pots à pharmacie

- L'église Sainte-Catherine et la Trinité de Lachapelle-aux-Pots, dont la dédicace rappelle un prieuré de Chartreux implanté dans ce lieu et qui dépendait de l'abbaye Sainte-Catherine-du-Mont de Rouen et une chapelle dédiée à la Trinité qui relevait de la cure de Savignies. 
Les deux édifices anciens sont remplacés au XIXe siècle par l'église néoromane actuelle bâtie en briques et constituée d'une nef de cinq travées avec bas-côtés et terminée par une abside en hémicycle. Elle est notable par ses nombreux chapiteaux, dont le décor de feuilles d'acanthes et de tiges entrelacées est inspiré des ouvrages romans du XIIe siècle tels au portail nord de Saint-Etienne de Beauvais.
Le clocher octogonal en bois est remarquable. A l'intérieur se trouvent deux vitraux du XXe siècle représentant le Baptême du Christ et sainte Thérèse[62].

- Les Fours de la Crapaudière, construits en 1872 et 1881 par le potier Magloire Vie. Ils sont représentatifs de fours édifiés dans la région pendant la seconde moitié du XIXe siècle et sont conçus sur le modèle des fours médiévaux, dont ils ne diffèrent que par leur taille plus importante (17 mètres), et par la présence de petits orifices dans la voûte du foyer, permettant de saler les grès en fin de cuisson. Ils sont les derniers témoins en Beauvaisis de ce type d'installation[63].

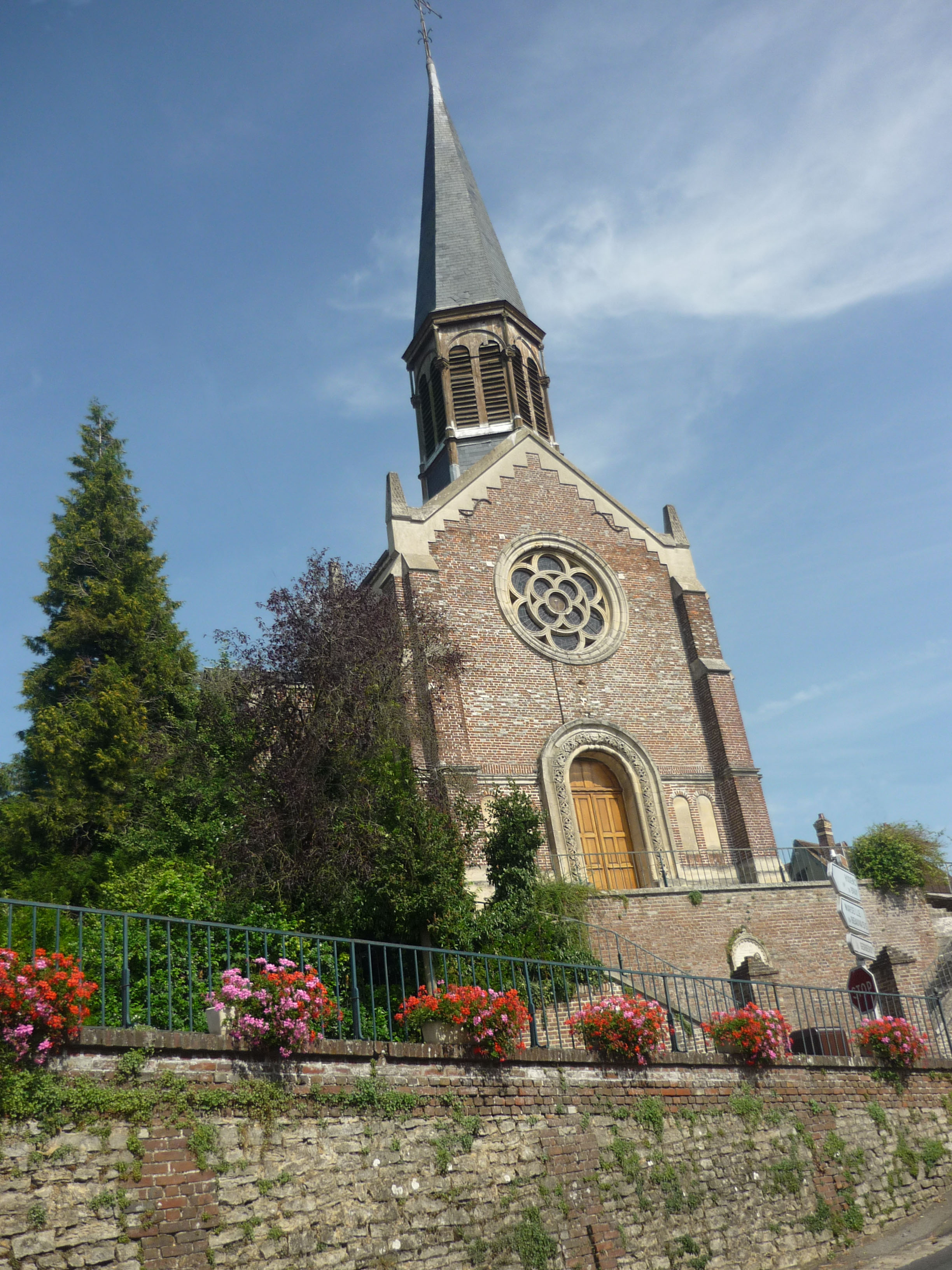
L'église de la Trinité
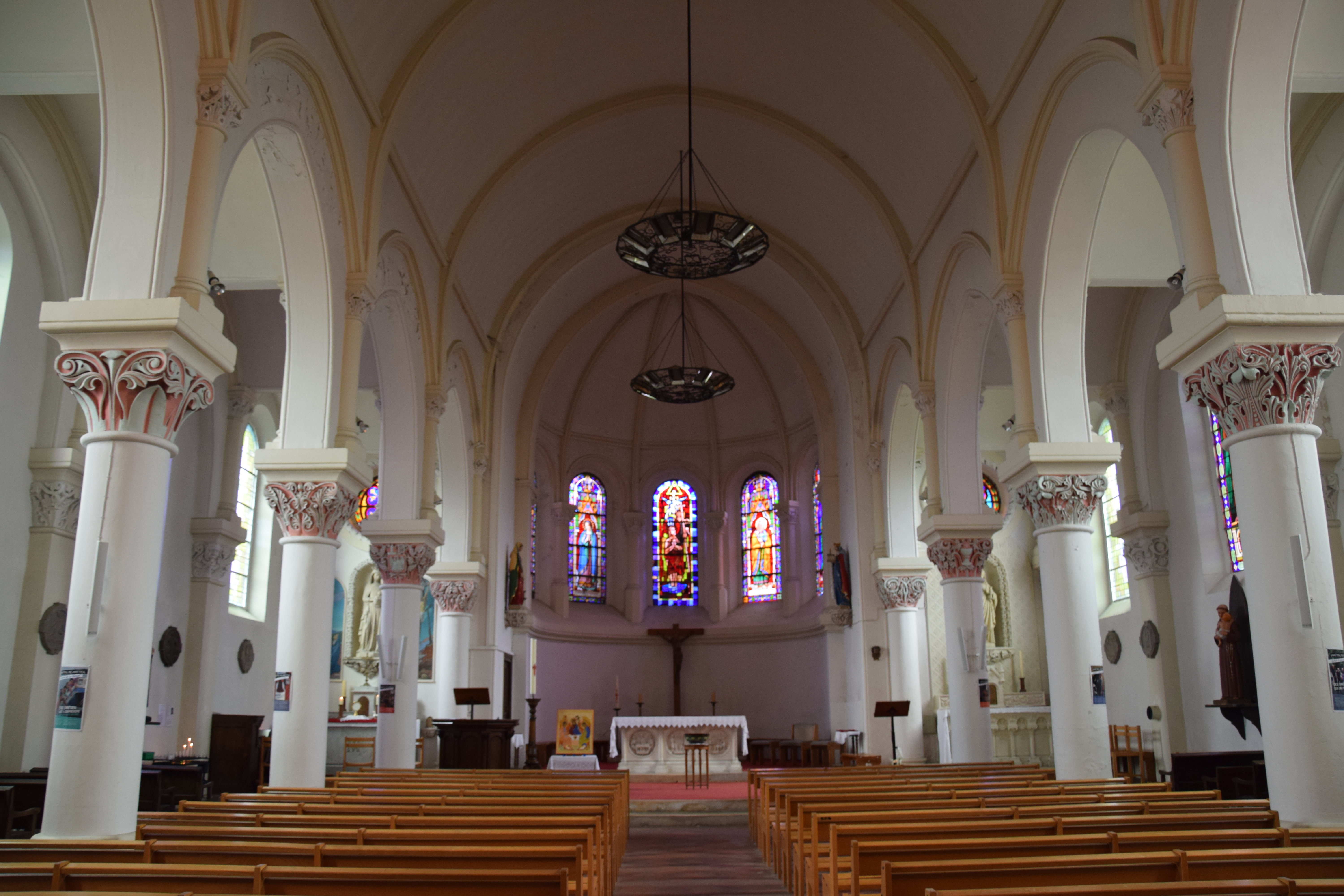
La nef
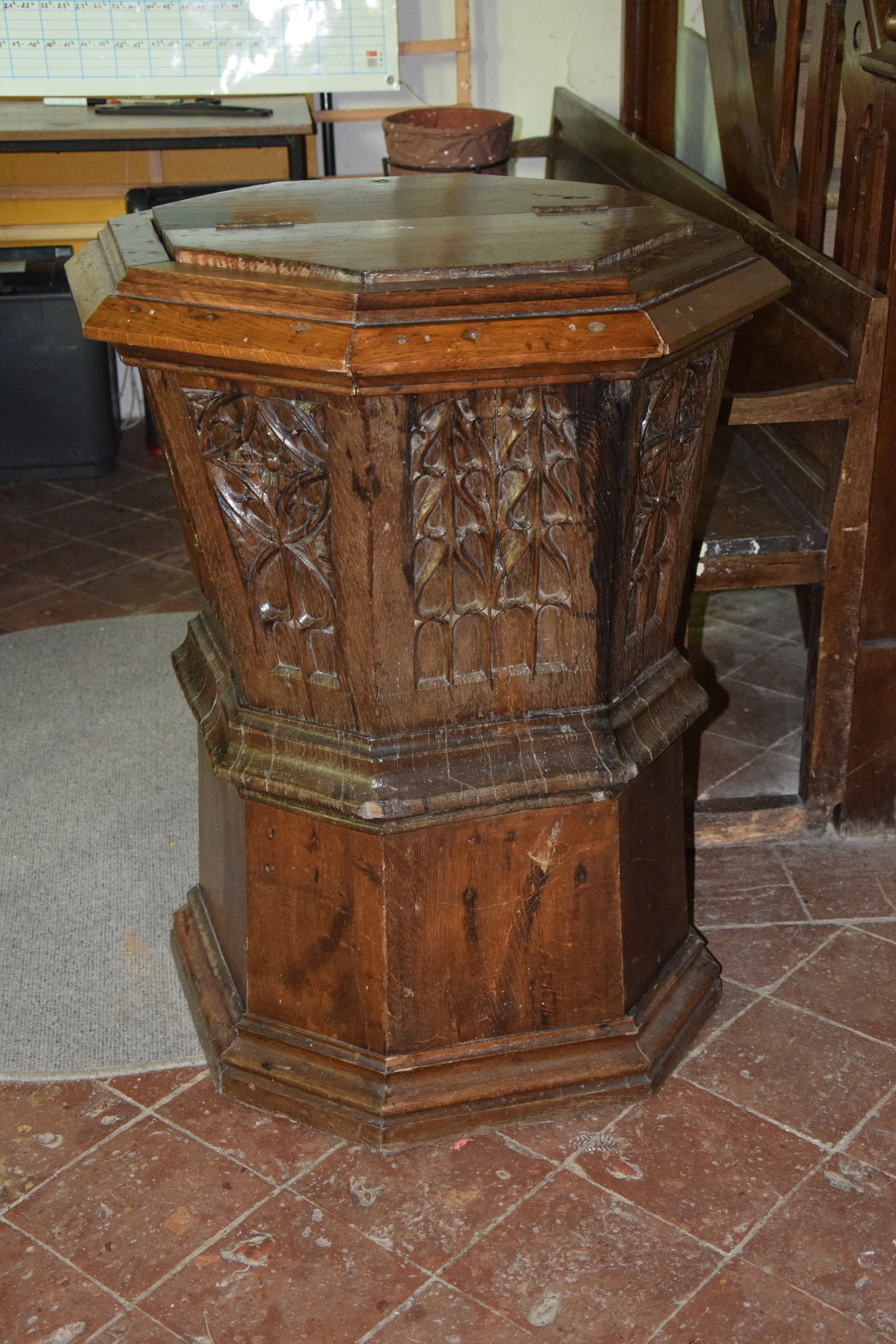
Fonts baptismaux
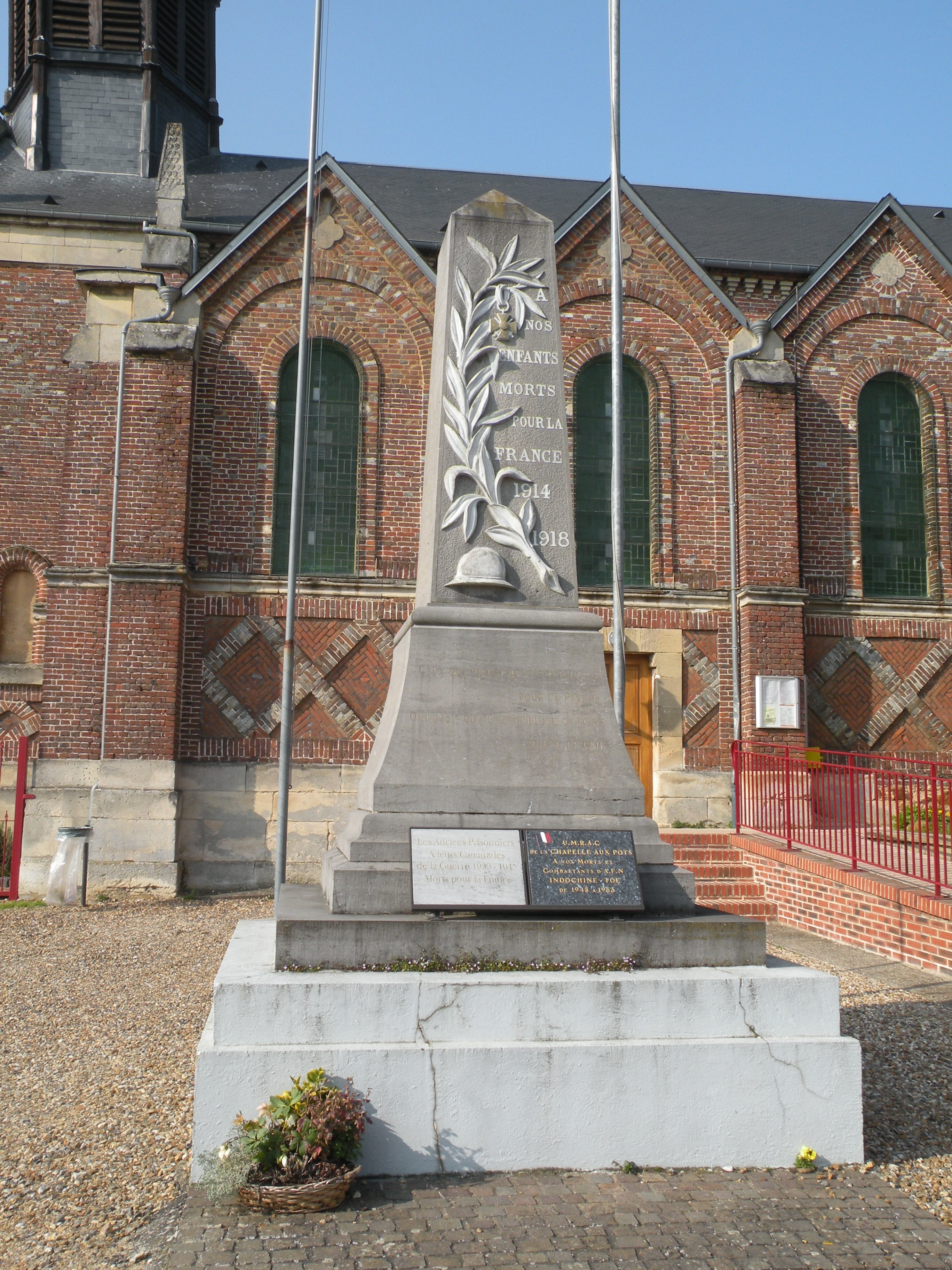
Monument aux morts
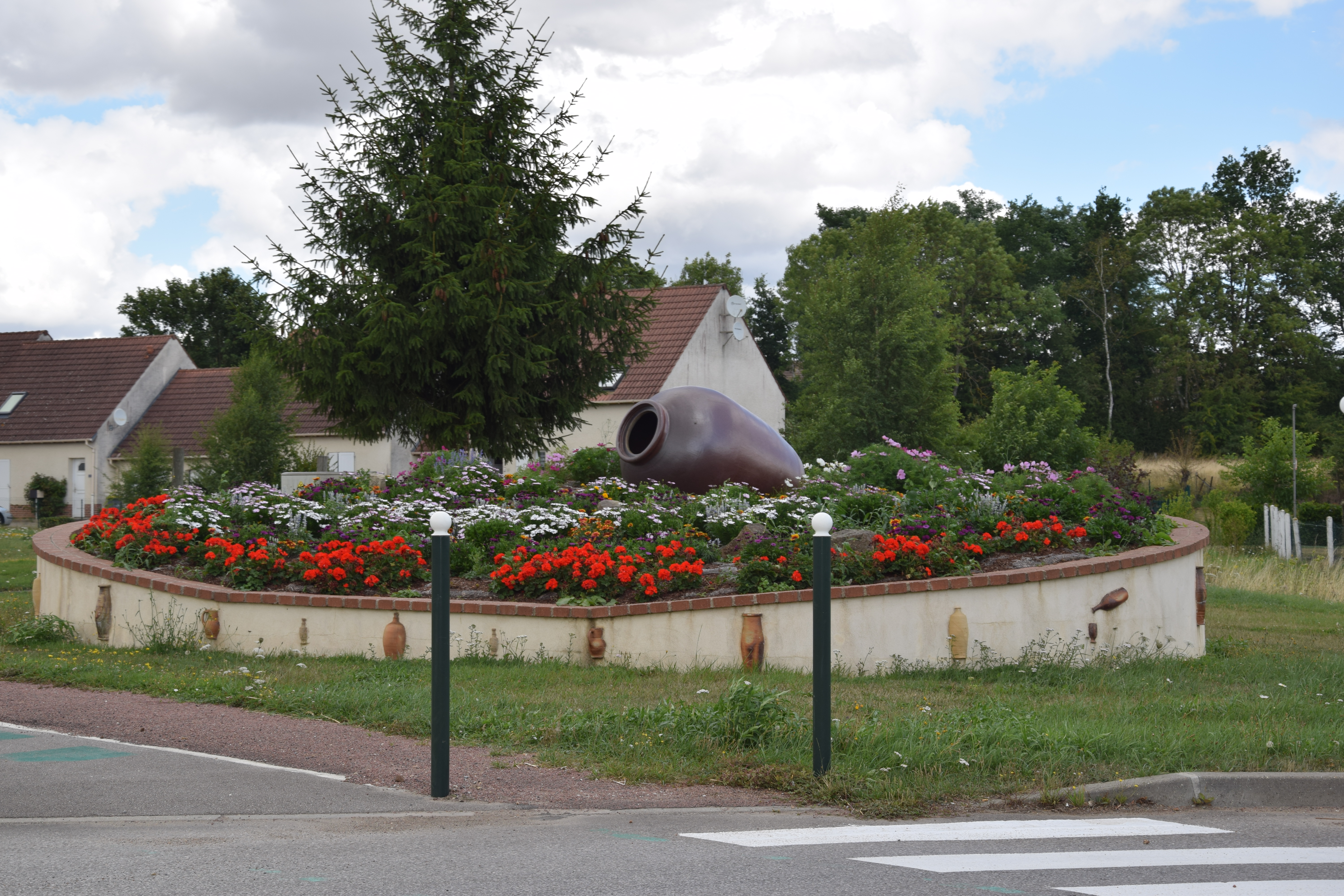
Massif fleuri

### Personnalités liées à la commune
- Auguste Viard, employé de commerce, membre du conseil de la Commune de Paris (1871), est né à Lachapelle-aux-Pots en 1836.
- Léon Leclère, dit Tristan Klingsor, poète, musicien, peintre et critique d'art français, est né à Lachapelle-aux-Pots en 1874. La commune a donné son nom à l'avenue où se trouve la mairie.
- Auguste Delaherche (1857-1940), potier, céramiste français[64]. La commune a donné son nom à l'école[65].

### Héraldique
| Blason de Lachapelle-aux-Pots | Blason  |                                                  |
| Blason de Lachapelle-aux-Pots | Détails | Le statut officiel du blason reste à déterminer. |

## Pour approfondir